# 루이프레데릭 쉬첸베르제
루이프레데릭 쉬첸베르제(Louis-Frédéric Schützenberger, 1825년 9월 8일~1903년 4월 17일)는 독일계 프랑스의 화가이다.

## 생애

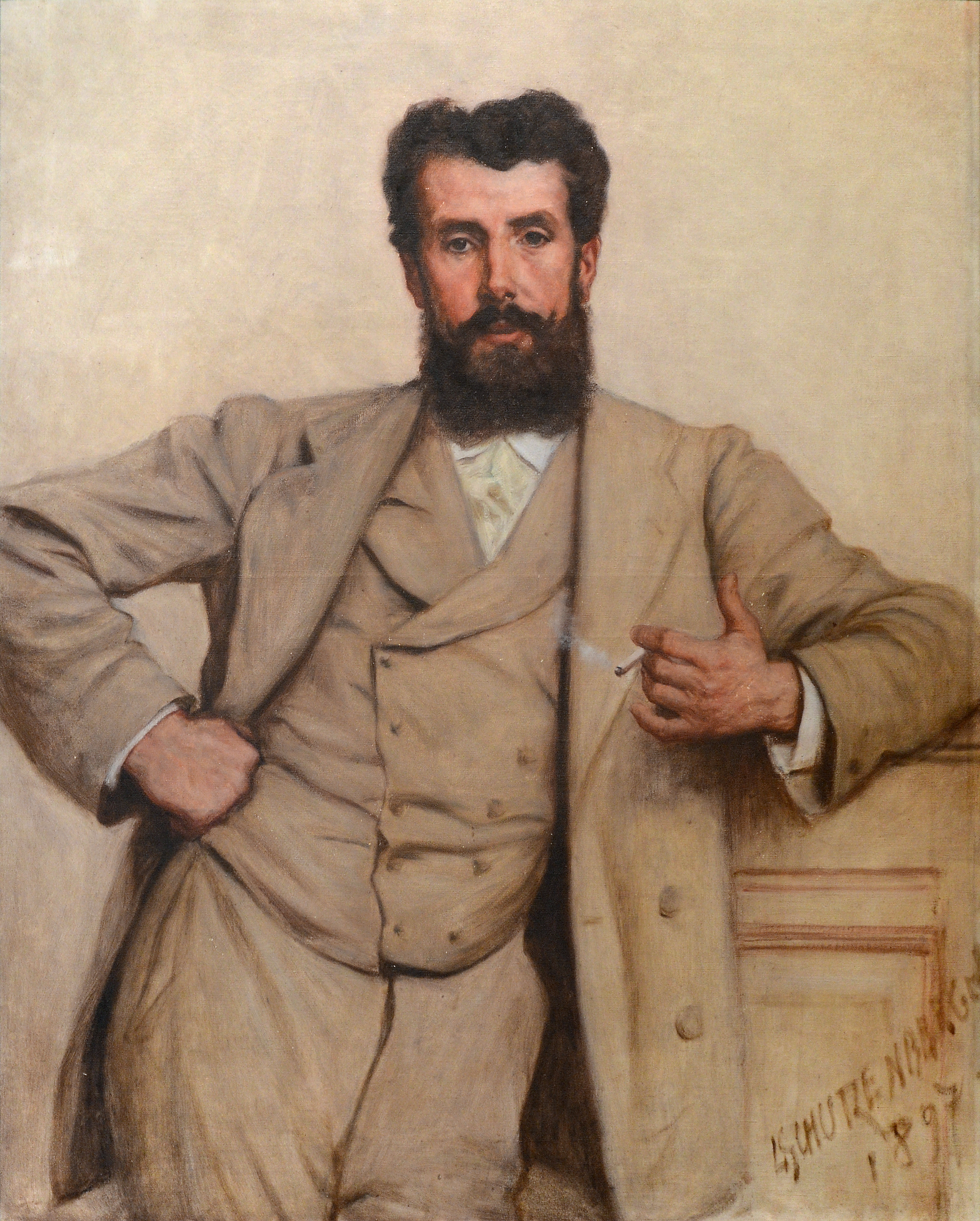
《남자의 초상》, 1897년

쉬첸베르제는 알자스 스트라스부르의 유명한 양조업자 가문에서 태어났다. 그는 파리 보자르에 다니며 폴 들라로슈와 샤를 글레르 밑에서 그림을 배웠다. 1870년에 프랑스 레지옹 도뇌르 훈장 슈발리에를 받았다.

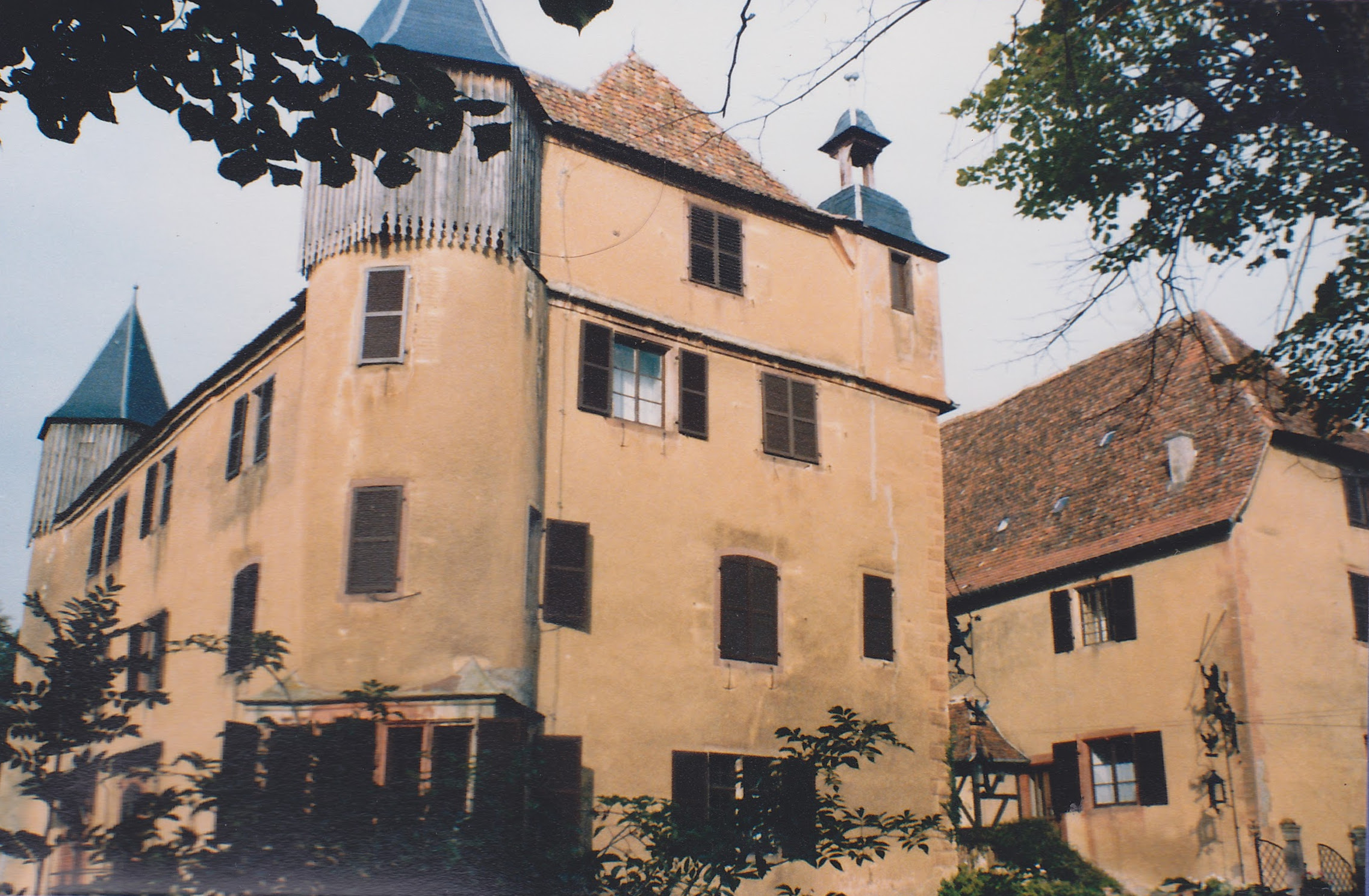
샤라흐베르크하임-이름슈테트(Scharrachbergheim-Irmstett) 성

1870년에서 1885년 사이에 그는 샤라흐베르크하임-이름슈테트(Scharrachbergheim-Irmstett) 성을 소유하였는데, 성의 1층에 스튜디오를 만들었다.
화가 르네 쉬첸베르제는 그의 사촌 동생이다.